# Fondazione Leonardo
Istituita nel 2018, la Fondazione Leonardo da gennaio 2024 è un ente del terzo settore che opera per la crescita culturale della società civile sui temi della scienza, dell’industria e della tecnologia.

## Attività
La Fondazione si propone come punto di riferimento nel campo della divulgazione scientifica, e apre nuovi spazi di discussione e approfondimento allacciando partnership con altre fondazioni, associazioni, istituzioni, università, enti ed aziende private. L’asse portante della sua azione è un programma di outreach sviluppato attraverso la produzione e la distribuzione di contenuti multimediali rivolti in particolare al mondo della scuola e dell’università.
Con la guida del nuovo Direttore Generale Helga Cossu, in carica dal 2023, la Fondazione ha sviluppato importanti collaborazioni con Treccani, nell’ambito dell’iniziativa “A scuola di STEM”, un ciclo di lezioni gratuite per gli studenti delle scuole primarie e secondarie, disponibili sulla piattaforma “Edulia Treccani Scuola”. Con il format “Social Labs” propone ciclo di contenuti digitali per dare voce alle importanti scoperte scientifiche dei giovani ricercatori italiani, in collaborazione con istituzioni accademiche e scientifiche come l’IIT di Genova, il Politecnico di Bari, l’Enea e la Fondazione Santa Lucia. Collabora inoltre con la Rai, nell’ambito del programma di divulgazione scientifica Quasar, in onda su Rai 2, e ha contribuito alla commemorazione per i 150 dalla nascita di Guglielmo Marconi con il documentario Elettra, la nave laboratorio di Marconi. Dal gennaio 2025 il presidente è Luciano Floridi, docente di Sociologia della Comunicazione all’Università di Bologna, professore e fondatore del Digital Ethics Center all’Università di Yale.

## Storia
Costituita dal Socio Fondatore Leonardo SpA nel 2018, la Fondazione Leonardo è stata presentata ufficialmente il 4 febbraio 2019 a Roma, presso il MAXXI - Museo nazionale delle arti del XXI, con l’intervento dell'ex Primo Ministro Giuseppe Conte. Sotto la presidenza di Luciano Violante, ha sviluppato importanti accordi e protocolli d’intesa in ambito istituzionale e accademico. Inoltre, la Fondazione ha patrocinato la nascita del primo Liceo Digitale istituito presso l’ISS Carlo Matteucci

## Patrimonio archivistico
La Fondazione opera per la valorizzazione della storia industriale italiana attraverso la cura e la promozione del patrimonio iconografico e archivistico del gruppo Leonardo, spina dorsale della manifattura italiana. Con tali finalità, supervisiona il processo di raccolta, classificazione e digitalizzazione degli archivi delle varie anime aziendali, una realtà ramificata nel territorio nazionale, in grado di raccontare quasi un secolo di storia industriale. La rete dei musei d’impresa protegge e valorizza il patrimonio storico e tecnologico del gruppo attraverso iniziative culturali rivolte ai dipendenti, alle scuole e al pubblico.